# Morris Fish
Pour les articles homonymes, voir Fish.
Morris J. Fish, né le 16 novembre 1938 à Montréal au Québec, est un avocat et professeur canadien. De 2003 à 2013, il a été juge à la Cour suprême du Canada.

## Biographie
Grandit dans l'ancien quartier juif de Montréal, Fish fréquente l'école secondaire Baron Byng.
Il est, au milieu des années 1970, membre de l'équipe de procureurs de la Commission d'enquête sur l'exercice de la liberté syndicale dans l'industrie de la construction (Commission Cliche), coprésidée par Brian Mulroney, qui nomme plus tard Fish à la Cour d'appel lorsqu'il devient premier ministre du Canada.
Fish a été juge à la Cour d'appel du Québec de 1989 à 2003.
Il a été nommé juge à la Cour suprême du Canada le 5 août 2003. Il a occupé ce poste jusqu'au 31 août 2013. Il est le premier anglophone québécois nommé à cette fonction depuis 30 ans et le deuxième juif de l'histoire de la Cour suprême à y accéder.  
En novembre 2020, il est chargé d'examiner « tout le système de justice militaire », notamment sur « le traitement des affaires d'agression sexuelle et le traitement des victimes » qui ont provoqué des débats sur « sa légitimité, sa crédibilité et sa constitutionnalité ». La loi canadienne exige qu'un tel examen soit effectué à tous les dix ans.